# Осада Самарканда (1497)
Осада Самарканда проходила в течение семи месяцев, с ноября 1496 по май 1497 года, в ходе междоусобной войны между Тимуридами. Войска Бабура и Султан Али-мирзы осадили и захватили город Самарканд, который принадлежал Байсункару-мирзе.

## Ход осады
Бабур повел свое войско против Байсункар-мирзы и после различных успехов расположился лагерем в Яме, селении недалеко от Самарканда. Последовали несколько стычек, в которых обе стороны понесли тяжёлые потери, один из отрядов Бабура был разбит горожанами, попавшие в плен солдаты были казнены. Бабур совершил манёвр притворного отступления, после чего горожане и воины, выйдя из города, решили преследовать армию Бабура, но, попав в засаду, были разбиты.
С приближением зимы Бабур стал строить хижины для размещения своих солдат. В этот момент Бабур выступил против союзника Байсункара ― узбекского хана Мухаммеда Шейбани. Шейбани не стал рисковать и отступил в сторону Самарканда. Байсонкур―мирза был недоволен действиями своего союзника, из-за чего между союзниками произошла ссора и Шейбани увёл свои войска.
После семи месяцев осады Байсонкор-мирза потерял свою последнюю надежду на подкрепление союзной узбекской армии. Он отправился в Кундуз, где он был хорошо принят местным правителем Хусроэ-шахом. Узнав о бегстве врага, Бабур перешёл в наступление и без сопротивления взял город вместе с Султаном Али-мирзой, который занял несколько районов города.

## Последствия
Несмотря на победу, солдаты и беки были недовольны скудностью добычи, из-за того что плодородная местность была опустошена в ходе войны.